# Rumbas
| Recensione | Giudizio |
| ---------- | -------- |
| AllMusic   |          |

Rumbas è un album a nome Xavier Cugat and His Orchestra, pubblicato dalla casa discografica RCA Victor Records nel novembre del 1951 .
Nel 1941 la Victor Records (P 67) aveva pubblicato gli otto brani in un cofanetto contenente 4 dischi in formato da 78 giri in gommalacca.

## Tracce

### LP
Lato A
1. My Shawl (Ombo) (Strumentale) – 3:11 (musica: Xavier Cugat) – Registrato il 15 agosto 1933 a New York
2. The Lady in Red (La dama en rojo) (Voce di Don Reid) – 3:14 (testo: Mort Dixon – musica: Allie Wrubel) – Registrato il 1º aprile 1935 a New York
3. Green Eyes (Ojos verdes) (Cori) – 3:14 (testo: Eddie Rivera, Eddie Woods (testo in inglese); Adolfo Utrera (testo in spagnolo) – musica: Nilo Menendez) – Registrato il 6 settembre 1940 a New York
4. Siboney (Strumentale) – 3:07 (musica: Ernesto Lecuona) – Registrato il 19 febbraio 1940 a Chicago

Lato B
1. Havana's Calling Me (Me llama la Habana) (Cori) – 2:34 (testo: Marion Sunshine – musica: Eliseo Grenet) – Registrato il 5 aprile 1937 a New York
2. Perdón (Voci di Chaca Aguilar e Carmen Castillo) – 3:04 (Fausto Curbelo, Xavier Cugat) – Registrato l'8 aprile 1938 a New York
3. Estrellita (Strumentale) – 3:08 (musica: Manuel Maria Ponce) – Registrato il 9 dicembre 1937 a New York
4. La bomba (Voce di Dorothy Miller) – 3:27 (Leo Robin, Ralph Rainger) – Registrato il 7 agosto 1936 a Hollywood

## Musicisti
- Xavier Cugat – direttore d'orchestra
- Don Reid – voce (A2)
- Chaca Aguilar e Carmen Castillo – voci (B2)
- Dorothy Miller – voce (B4)